# Karnei Shomron
Karnei Shomron (in ebraico קַרְנֵי שׁוֹמְרוֹן‎?, lett. "la luce della Samaria") è un insediamento israeliano organizzato come consiglio locale istituito nel 1977 in Palestina, nel Governatorato di Qalqilya . Si trova ad est di Kfar Saba, 48 chilometri (30 mi) a nord-est di Tel Aviv e 85 chilometri (53 mi) a nord di Gerusalemme. Nel 2018 contava una popolazione di 7 713 abitanti. 
La comunità internazionale considera gli insediamenti israeliani in Cisgiordania illegali secondo il diritto internazionale; il governo israeliano contesta questa posizione.

## Storia
Secondo l'Applied Research Institute di Gerusalemme, Israele sequestrò terre da alcuni villaggi palestinesi per costruire Karnei Shomron:
Jinsafut, Deir Istiya, Kafr Laqif, Hajjah.
Nel 1991, alcuni insediamenti vennero incorporati per divenire una singola municipalità chiamata Karnei Shomron Local Council:
- Karnei Shomron - fondato nel 1977
- Ginot Shomron - fondato nel 1984
- Neve Menachem/Neve Oramin  - fondato nel 1991
- Alonei Shilo - fondato nel 1999

A sud di Karnei Shomron scorre il Nahal Kana, un wadi che segna il confine tra le due terre che si ritiene siano state il territorio delle tribù di Efraim e Menashe in tempi biblici. Il Nahal Kana Wadi è amministrato dall'Israel Nature and Parks Authority ed è una riserva naturale protetta.
Nel 1985 immigrati provenienti dagli Stati Uniti e dal Canada si insediarono a Karnei Shomron fondando Neve Aliza, un quartiere religioso di case in stile americano.

## Attentato terroristico
Il 16 febbraio 2002 un attentatore suicida si fece esplodere in una pizzeria nel centro commerciale Karnei Shomron. Nell'attentato morirono due persone e altre 30 rimasero ferite, di cui sei gravemente. Rachel Thaler, 16 anni, morì il 27 febbraio per le ferite subite, portando il totale delle vittime a tre. Il Fronte Popolare per la Liberazione della Palestina rivendicò l'attacco.